# Букарево (Кимрский район)
Букарево — деревня в Кимрском районе Тверской области. Входит в состав Ильинского сельского поселения.

## География
Находится в юго-восточной части Тверской области на расстоянии приблизительно 18 км на запад-северо-запад по прямой от районного центра города Кимры в левобережной части района.

## История
Известна была с 1780 года как бывшее владение Архангельского собора с 6 дворами. В 1859 году здесь (деревня Корчевского уезда Тверской губернии) было учтено 9 дворов, в 1887 — 13. Ныне имеет дачный характер.

## Население
Численность населения: 40 человек (1780-е годы), 87 (1859 год), 81 (1887), 0 как в 2002 году, так и в 2010.